# إدمار (لاعب كرة قدم مواليد 1981)
إدمار (بالبرتغالية: Edmar Gomes Rodrigues‏) هو لاعب كرة قدم برازيلي، ولد في 27 مارس 1981 في João Pinheiro, Minas Gerais ‏ في البرازيل. لعب مع نادي أمريكا.